# Polyrhachis loriai
Polyrhachis loriai é uma espécie de formiga do gênero Polyrhachis, pertencente à subfamília Formicinae.